# ポピュラー・アストロノミー
ポピュラー・アストロノミー(英、Popular Astronomy)は1893年から1951年まで出版されていたアマチュア天文家のための雑誌である。本雑誌は1892年まで出版されていたサイドリアル・メッセンジャー(英、The Sidereal Messenger)の後継誌である。59巻まで続いた。
始めの編集者はカールトン大学のウィリアム・ペインであり、1893年から1911年まで編集に携わっていた。彼の後はハーバート・ウィルソンが引き継いだ。シャーロット・ウィラードは共同編集者として1893年から1905年の間に雑誌の編集に関わっていた。
ポピュラー・アストロノミーは、アメリカにおけるアマチュア天文家による変光星の観測の発展に重要な役割を果たした
。